# Ибрагимов, Ибрагим Мустафьевич
Ибрагим Мустафьевич Ибрагимов (1888, Ялта — до 25 октября 1931, Париж) — российский педагог, публицист, советский перебежчик.

## Биография
Родился в 1888 году в Ялте. Происходил из купеческой семьи крымских татар. В 1904 году окончил Симферопольскую татарскую учительскую семинарию, в 1908 году — педагогический институт в Стамбуле.
Сотрудник крымско-татарской газеты «Ватан», выходившей в Карасубазаре под редакцией Р. М. Медиева, его друг и коллега.
В 1910—1911 годах служил в Русской императорской армии. Позднее работал в Крыму и Москве в частных компаниях.  После Октябрьской революции — иностранный корреспондент татарских газет, председатель 1-го Комитета помощи голодающим.
В 1920 году вступил в РКП(б). В 1920—1921 годах  — член Ялтинского Ревкома, затем — Исполкома. Член бюро Укома, заведующий отделом Наробраза. Председатель первого комитета помощи голодающим.  В 1922—1925 годах являлся председателем Народного комитета просвещения КрАССР и одновременно заместитель председателя Крымпомгола. В 1925 году решением Политбюро ЦК ВКП(б) был назначен заместителем торгового представителя СССР в Турции. 
В 1928 году бежал в Европу. Через некоторое время после бегства обосновался в Париже. Похоронен на Новом кладбище Булонь-Бийанкур.
В 1931 году написал очерки «Работа Коминтерна и ГПУ в Турции», оставшиеся в рукописи.